# Roz-Landrieux
Roz-Landrieux település Franciaországban, Ille-et-Vilaine megyében. Lakosainak száma 1376 fő (2022. január 1.). Roz-Landrieux Baguer-Morvan, Dol-de-Bretagne, La Fresnais, Lillemer, Mont-Dol és Plerguer községekkel határos.

## Népesség
A település népessége az elmúlt években az alábbi módon változott:
| Lakosok száma | 962  | 865  | 939  | 1159 | 1323 | 1337 | 1340 | 1361 | 1368 | 1376 |
|               | 1968 | 1982 | 1990 | 2006 | 2013 | 2015 | 2017 | 2019 | 2020 | 2022 |